# GoCollective
GoCollective A/S (tidl. Arriva Danmark A/S) er en privatejet bus- og togoperatør i Danmark med over 2.000 ansatte. Selskabet er ejet af den tyske kapitalfond Mutares, der i 2023 købte Arrivas danske aktiviteter fra Deutsche Bahn. I den forbindelse skiftede selskabet navn fra Arriva Danmark A/S.

## Historie
Det dengang britiske Arriva fik sin entré i Danmark ved opkøbet af Unibus i 1997. Siden blev en række andre rutebiloperatører opkøbt og blev sammenlagt til Arriva Danmark A/S i 1999.

## Togdrift
Selskabet overtog i 2003 driften af en række midt- og vestjyske jernbanestrækninger i det første udbud af den danske jernbanedrift. Senere har selskabet overtaget driften af Vejle - Herning - Struer og Svendborgbanen.

### Strækninger
Selskabet GoCollective Rail A/S driver følgende otte regional- og lokaltogstrækningerne i Danmark:
- Odense – Ringe – Svendborg
- Esbjerg – Ribe – Tønder – Nibøl (tysk Niebüll)
- Esbjerg – Varde – Nørre Nebel (Vestbanen)
- Esbjerg – Varde – Skjern – Herning
- Aarhus – Silkeborg – Herning – Struer
- Aarhus – Viborg – Struer
- Vejle – Herning – Struer
- Struer – Thisted

### Rullende materiel
Selskabet råder over følgende rullende materiel:
| Litra         | Type                    | Antal togsæt | Byggeår    | Indsat i drift | Maks. hastighed | Bemærkning               |
| ------------- | ----------------------- | ------------ | ---------- | -------------- | --------------- | ------------------------ |
| AR1001 – 1029 | Dieselmekanisk togsæt   | 29           | 2003, 2004 | 2004           | 120 km/t        |                          |
| AR2040 – 2053 | Dieselmekanisk togsæt   | 14           | 2012       | 2012           | 120 km/t        |                          |
| AR3065 – 3072 | Dieselhydraulisk togsæt | 8            | 2002       | 2002           | 120 km/t        | Overtaget fra DSB i 2020 |
| AR4043 – 4090 | Dieselhydraulisk togsæt | 8            | 2010       | 2010           | 120 km/t        | Overtaget fra DSB i 2020 |

## Busdrift
GoCollective driver en række busruter på kontrakt med de danske trafikselskaber, herunder særligt Midttrafik og Movia.

## Havnebus
Selskabet har siden etableringen af de københavnske havnebusser i 2000 været operatør af rutebådene. Selskabet genvandt kontrakten i 2018 og skal drive havnebusserne frem til 2030. Rutebådene er eldrevet.
Havnebusserne befordrede i 2023 ca. 873.000 passagerer. 